# 제임스 스키브링 스미스

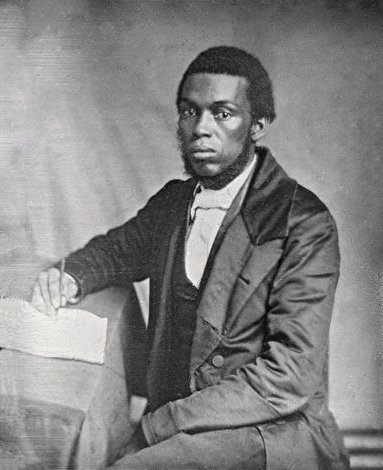
제임스 스키브링 스미스

제임스 스키브링 스미스(James Skivring Smith, 1825년 - 1892년)는 라이베리아의 정치인으로, 제6대 라이베리아 대통령이었다.
미국 사우스캐롤라이나주 찰스턴에서 자유흑인으로 태어나 1833년 라이베리아로 이주했다. 미국식민협회 소속의 의사이던 제임스 W. 루겐빌에게서 수학하고 미국으로 유학하여 버몬트 약학대학과 버크셔 보건대학에서 공부하였다. 1848년 의학 학위를 수여받고 미국식민협회 소속 내과의로 일하기 위해 라이베리아로 돌아왔는데, 미국 사상 데이비드 J. 페크(David J. Peck)에 이어 두번째로 의학 학위를 수여받은 아프리카계 인물이었다.
1855년 그랜드바사주에서 총선에 출마하여 국회의원으로 당선된 이후 계속해서 정치활동에 참여했다. 1869년 대선에서 에드워드 제임스 로이 대통령부의 부통령으로 선출되었다가 로이가 축출당하면서 남은 임기 동안 그가 대통령직에 있었다. 1871년 10월 26일부터 1872년 1월 1일까지 재임하여 라이베리아 역사상 가장 임기가 짧았던 대통령으로 남아있다.

## 역대 선거 결과
| 선거명      | 직책명              | 대수 | 정당        | 득표율 | 득표수 | 결과 | 당락 |
| ----------- | ------------------- | ---- | ----------- | ------ | ------ | ---- | ---- |
| 1869년 선거 | 라이베리아의 부통령 | 8대  | 트루 휘그당 | 0%     | -표    | 1위  |      |